# Agent Cody Banks 2: Cel Londyn
Agent Cody Banks 2: Cel Londyn (ang. Agent Cody Banks 2: Destination London) – brytyjsko-amerykańska komedia sensacyjna z 2004 roku w reżyserii Kevina Allena. Wyprodukowany przez Metro-Goldwyn-Mayer. Kontynuacja filmu Agent Cody Banks z 2003 roku.

## Opis fabuły
Cody Banks (Frankie Muniz), z pozoru nieśmiały nastolatek, jest agentem CIA do zadań specjalnych. Podczas kolejnej misji ma odzyskać urządzenia umożliwiające kontrolę ludzkich umysłów. W tym celu jedzie do Londynu, gdzie udaje członka międzynarodowej orkiestry.

## Obsada
- Frankie Muniz jako Cody Banks
- Anthony Anderson jako Derek Bowman
- Hannah Spearritt jako Emily Sommers
- Cynthia Stevenson jako pani Banks
- Daniel Roebuck jako pan Banks
- Anna Chancellor jako Lady Josephine Kensworth
- Keith Allen jako Victor Diaz
- James Faulkner jako Lord Duncan Kensworth
- David Kelly jako Trevor
- Santiago Segura jako doktor Santiago
- Connor Widdows jako Alex Banks

i inni